# Pulau Birandang
Pulau Birandang is een bestuurslaag in het regentschap Kampar van de provincie Riau, Indonesië. Pulau Birandang telt 4501 inwoners (volkstelling 2010).